# Олмэнд, Уоррен
Уильям Уоррен Олмэнд  (англ. William Warren Allmand; 19 сентября 1932, Монреаль, Канада — 7 декабря 2016, там же) — канадский государственный деятель, министр по делам индейцев и северному развитию (1976—1977), министр по делам потребителей и корпораций (1977—1979).

## Биография

### Образование и парламентская деятельность
Получил образование в иезуитском колледже Игнатия Лойолы в Монреале. В 1954 г. окончил Университет святого Франциска Ксаверия с присвоением степени бакалавра в области экономики. В 1957 г. окончил юридический факультет Университета Макгилла с присвоением степени бакалавра гражданского права. Во время обучения был председателем педагогического факультета (1956—1957). Также являлся членом университетского Ньюманского клуба и три года играл в хоккей за студенческий клуб McGill Redmen.
В 1958 г. был принят в квебекскую коллегию адвокатов. Он также получил сертификаты по сравнительному правоведению в Парижском университете и в парижском Институте сравнительного правоведения.
На федеральных выборах 1965 г. был избран в одном из округов Монреаля в Палату общин от Либеральной партии, сохранял мандат более 30 лет до ухода из политики в 1997 г. 
Являлся активным сторонником ужесточения законов об оружии в Канаде, поддерживая введение правил для всех канадских владельцев оружия и ограничение доступ ко всем видам оружия, в том числе охотничьего. В 1971 г. он предложил законопроект, разрешающий продажу оружия только государственным магазинам. В законопроекте также предлагался процесс подачи заявки, который включал период ожидания, в течение которого покупка оружия была публично внесена в список, чтобы любой гражданин мог высказать возражение. Также предложил потребовать от владельцев оружия составлять ежегодные отчёты об использовании и состоянии оружия, а также возвращать оружие правительству, если оно больше не используется.
В 1967 г. после того, как Шарль де Голль сказал «Vive le Québec libre» во время государственного визита в Канаду во время Экспо 67, он как депутат направил обращение министру иностранных дел Полу Мартину-старшему с призывом отменить оставшуюся часть программы пребывания французского президента.

### В правительстве Канады
В 1972—1976 гг. — Генеральный солиситор Канады. После Октябрьского кризиса давал показания комиссии Кейбла.
Как и премьер-министр Пьер Трюдо был активным сторонником отмены смертной казни. В результате напряжённой борьбы с консерваторами, настаивавшими на проведении общенационального референдума, в 1976 г. законопроект об отмене смертной казни был принят. Спустя год после голосования в своей речи перед Amnesty International он заявил, что смертная казнь аморальна и бесполезна, с ней нужно бороться и побеждать, «если мы хотим стать мировым обществом, в котором наши потомки могут жить в мире и справедливость». 
В 1976 г. он подписал ордер, запрошенный Генеральным директором службы безопасности Королевской канадской конной полиции Майклом Дейром, в котором разрешал перехватывать почту семейной пары из Торонто, которая подозревалась в сговоре с Красной армией Японии в преддверии летней Олимпиады в Монреале (1976). После того, как министерство юстиции указало ему, что это было нарушение Закона о почтовой службе, ордер был отменён.
В декабре 1976 г. после экстрадиции в США Леонарда Пелтиера заявил, что ФБР США представило канадскому правительству ложную информацию, в том числе показания от женщины с психическими расстройствами, которая утверждала, что является подругой Пелтиера.
В 1976—1977 гг. — министр по делам индейцев и северному развитию. Настаивал на необходимости использовать индейским населением свой язык и иметь справедливые отношения с коренными народами в Канаде. В отличие от своего предшественника Джадда Бьюкенена занял мягкую позицию в отношении протестов индейцев против строительства трубопровода в долине Маккензи, однако вскоре он был заменён на этом посту и почти достигнутые договорённости были сорваны.
В 1977—1979 гг. — министр по делам потребителей и корпораций.

### Депутат Палаты общин
Во время переговоров, предшествовавших принятию Конституции Канады, он часто предлагал своим коллегам по парламенту обеспечить защиту прав коренных народов в любой новой редакции Основного закона. В конечном итоге он проголосовал против Закона о Конституции (1982) из-за его несогласия с включением положения, которое невзирая на положение в Разделе 33 Хартии прав и свобод, разрешало отмену определённых прав национальными и провинциальными законодательными органами. Он выступил против раздела 59 этого закона, который задерживал осуществление прав по разделу 23 на языке меньшинств в Хартии прав и свобод в Квебеке до времени, выбранного Национальным собранием Квебека. После этого голосования он больше никогда не входил в правительство Канады. 
В годы премьерства Брайана Малруни был одним из лидеров оппозиции курсу его консервативного кабинета, в частности, по вопросам занятости, разоружения, миграции и попыток правительства криминализовать аборты. Был председателем группы «Парламентских друзей Тибета», которая организовала первый визит Далай-ламы в Канаду в 1990 г. 
В 1995 г. он получил известность, выступая против либерального бюджета министра финансов Пола Мартина. Как депутат он был против сокращения расходов, которое было более значительным, чем было обещано во время предвыборной кампании 1993 г., тем более, что не была предусмотрена отмена налога на товары и услуги. В результате премьер-министр Жан Кретьен добился его смещения с поста председателя постоянного комитета Палаты общин по вопросам правосудия (эту должность он занимал с января 1994 г. по февраль 1996 г.). 

### Правозащитная деятельность
В преддверии выборов 1997 г. он покинул парламент после того, как Кретьен назначил его президентом Международного центра по правам человека и демократическому развитию в Монреале (позже переименованного в «Право и демократию»), эту должность он занимал с 1997 по 2002 г. Во время 3-го саммита стран Америки, проходившего в Квебеке в 2001 г., он призвал общественных активистов бойкотировать мероприятие, чтобы добиться совместной с представителями власти разработки наилучшей стратегии развития. Также поддерживал работу над Международной декларацией прав коренных народов.
В преддверии подписания «Соглашения Страстной пятницы» был активным участником переговоров во взаимодействии с Коалицией за мир в Ирландии. Во время переговоров он встретился с Розмари Нолан, на которой он женился в 2002 г. 
Занимал должность международного президента движения «Парламентарии за глобальные действия». В 2004-2016 гг. являлся президентом Всемирного федералистского движения в Канаде. Также был директором Центра Ньюмена в Монреале и неправительственной организации CANADEM.
В 2004 г. преподавал в качестве приглашённого ученого в Университете Макгилла в Институте канадских исследований. В 2005 г. являлся советником Международной группы по мониторингу гражданских свобод во время Комиссии по расследованию действий канадских должностных лиц в отношении Махера Арара и утверждал, что канадские агентства национальной безопасности, особенно Королевская канадская конная полиция, предпочли безопасность правам и их действия были в значительной степени непредсказуемы. 
В 2011 г. он поддержал канадскую лодку для Газы, ставшую частью Флотилии свободы II, которая стремилась доставлять грузы палестинцам. Осенью 2013 г. вступил в Совет Фонда канадцев за справедливость и мир на Ближнем Востоке. 
В 2014 г. от имени «Всемирного федералистского движения — Канада» выступил в защиту правового аргумента, оспаривающего законопроект правительства Канады об осуществлении Конвенции о кассетных боеприпасах. Он утверждал, что пункт законопроекта, который дал Канаде явное исключение в некоторых случаях при участии в совместных военных операциях с союзниками, не подписавшими соглашение, такими как Соединенные Штаты, подорвал цель конвенции. Алманд отметил, что Австралия и Новая Зеландия, два других американских союзника, приняли аналогичное законодательство без этого исключения. Алманд был обеспокоен тем, что подписание договора с исключением будет стимулировать другие страны создавать свои собственные исключения.

### В муниципалитете Монреаля
В ноябре 2005 г. он был избран членом городского совета Монреаля в качестве члена партии «Союз Монреаля», его мотивация к работе в совете состояла в с желании наблюдать за выполнением городом «Хартии прав», которую он помог разработать. Во время своего пребывания в совете он критиковал отсутствие прозрачности в городском планировании проектов. Несмотря на избрание на должность вице-президента городского совета Монреаля, он решил не баллотироваться на очередных выборах в 2009 г.

## Избранные произведения
- «Есть ли будущее у прогрессивной политики в Канаде?» Монреаль: Институт Макгилла по изучению Канады, 1997
- «Торговля правами человека: Всемирная торговая организация». Монреаль: Международный центр по правам человека и демократическому развитию, 1999
- «Поменяться или уважать права человека? Для Всемирной торговой организации, занимающейся вопросами прав человека». Монреаль: Международный центр по правам человека и демократическому развитию, 1999.

## Награды и звания
Офицер ордена Канады (2000). Королевский адвокат (1977).  
В 1990 г. Всемирное движение федералистов-Канада удостоило его премии за вклад в борьбу за мир. В июне 2006 г. Университет Бишопс присвоил ему звание почётного доктора гражданского права.